# Katie Britt

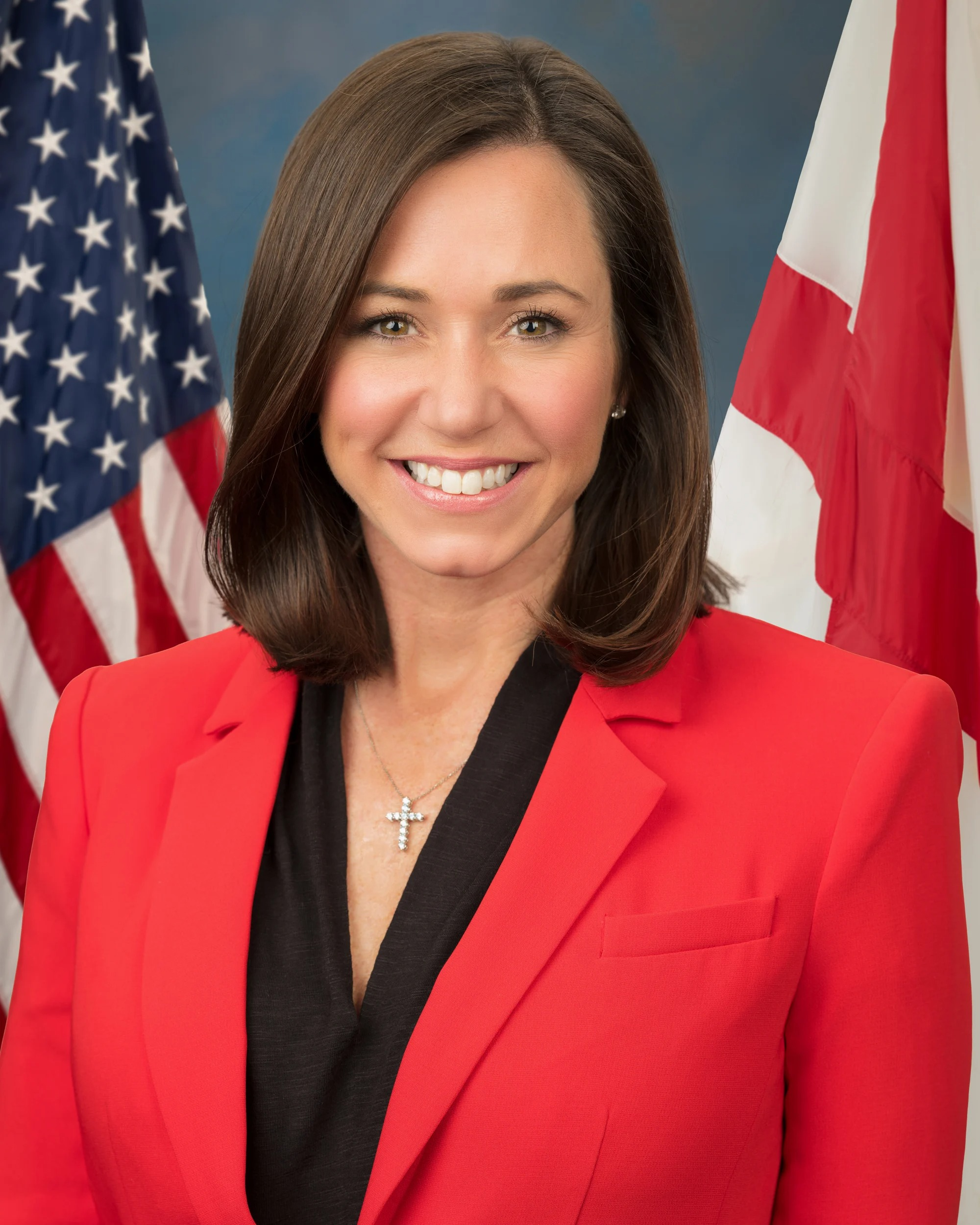
Katie Britt (2023)

Katie Elizabeth Britt (* 2. Februar 1982 in Enterprise, Alabama als Katie Elizabeth Boyd) ist eine US-amerikanische Politikerin der Republikanischen Partei. Sie sitzt seit dem 3. Januar 2023 für den Bundesstaat Alabama im Senat der Vereinigten Staaten.

## Biografie
Britt wurde als älteste von vier Töchtern von Julian und Debra Boyd in Enterprise in Alabama geboren, wo sie auch aufwuchs. 2004 schloss sie ein Studium der Politikwissenschaft an der University of Alabama mit dem Bachelor ab. An der Universität lernte sie ihren späteren Ehemann Wesley Britt kennen, der im Football-Team der Universität spielte. Nachdem die New England Patriots den Vertrag mit ihrem Mann 2009 beendet hatten, zog die Familie wieder nach Tuscaloosa, wo Britt ein Jurastudium aufnahm, das sie 2013 abschloss. Anschließend arbeitete sie für die Anwaltskanzlei Butler Snow.
In Tuscaloosa war die Familie vom Tornado vom 27. April 2011 betroffen, ohne dass eines der Familienmitglieder verletzt wurde, was Britt nach ihrer Aussage lehrte, dass jeder Tag ein Geschenk sei (every day is gift).
Von Dezember 2018 bis 2022 arbeitete Britt als Präsidentin und CEO des Business Council of Alabama.
Britt ist seit 2008 mit dem ehemaligen NFL-Spieler Wesley Britt verheiratet, sie haben eine Tochter und einen Sohn. Britt ist Methodistin.

## Politische Tätigkeit
Britt arbeitete ab 2015 für den republikanischen Senator Richard Shelby als Pressesekretärin und in seinem Wahlkampfteam zur Wiederwahl 2016. Im September 2016 machte Shelby sie zu seiner Stabschefin (Chief of Staff). Nachdem Shelby erklärt hatte, sich nicht um eine weitere Wiederwahl zu bewerben, kündigte Britt im Juni 2021 an, selbst für den US-Senat zu kandidieren. In den republikanischen Vorwahlen setzte sie sich mit 63 % gegen Mo Brooks durch, nachdem sich Ex-Präsident Donald Trump, der ursprünglich Brooks unterstützt hatte, für sie ausgesprochen hatte. In der Wahl am 8. November 2022 wurde sie für die am 3. Januar 2023 beginnende sechsjährige Amtsperiode gewählt. Sie setzte sich mit 67 % gegen den Demokraten Will Boyd durch, der 31 % erhielt. Sie ist damit die erste Republikanerin, die Alabama im Senat vertritt, und die erste Frau, die in Alabama in den US-Senat gewählt wurde – Dixie Bibb Graves und Maryon Pittman Allen, die beiden ersten Senatorinnen aus Alabama, waren jeweils vom Gouverneur ernannt worden.
Am 7. März 2024 präsentierte Britt die vom Fernsehen übertragene republikanische Antwort auf die State of the Union Address von Präsident Joe Biden. Ihre Ansprache, die in ihrer Küche aufgenommen wurde, auf ihre Rolle als Mutter und Hausfrau abhob und in der sie wie eine schlechte Schauspielerin wirkte, wurde überwiegend kritisch aufgenommen.

## Positionen
Britt gehört dem konservativen Flügel der Republikanischen Partei an und unterstützt den Kurs von Präsident Trump, der sie wiederum im Wahlkampf unterstützte. Auf ihrer Website setzt sie ihre Ziele unter den Slogan „Alabama First“ und betont, nicht nur eine Politikerin aus Alabama zu sein, sondern sich im Senat für Alabama zu engagieren („the senator for Alabama, not just another politician from Alabama“). Sie vertritt die Position der Lebensrechtsbewegung, dass jedes Ungeborene geschützt werden müsse. Pro-Life bedeute für sie aber auch, für gute Schulen und qualitativ hochwertige Gesundheitsvorsorge einzutreten.
Um mehr Jobs für die heranwachsende Generation zu schaffen, sei es notwendig, Unternehmer von hinderlichen Regeln zu befreien und niedrigere Steuern zu unterstützen. Vor allem sei es wichtig, die Steuergesetzgebung zu vereinfachen und die Ausgaben der Regierung zu senken. Unregulierte Einwanderung sei eine Gefahr für die öffentliche Sicherheit, da viele illegale Immigranten Straftäter seien. Es sei nötig, die „Belagerung“ an der Grenze zu Mexiko zu beenden und „die Mauer“ zu bauen („put a stop to this siege and build the wall“). Legale Immigration sei aber weiterhin nötig.
Sie unterstützt die Auslegung des 2. Zusatzartikels, dass es jedem Amerikaner erlaubt sein solle, Waffen zu erwerben, um sich zu verteidigen. Das Recht, Waffen zu tragen, sieht sie als gottgegeben („a God-given right to bear arms“). In der Außenpolitik verspricht Britt, jede Entscheidung aus der Sicht zu betrachten, was sie für Alabama bedeute. Wirtschaftlich wolle sie unfairen Wettbewerb bekämpfen und heimische Produktion stärken. Militärisch müsse Alabama weiter dazu beitragen, Amerika vor auswärtigen Bedrohungen zu schützen. Das gelte nicht nur auf der Erde, sondern auch im Weltraum. Britt spricht sich für „Frieden durch Stärke“ aus („the principle of peace through strength“). Amerika müsse das stärkste und technologisch fortgeschrittenste Militär behalten, das jemals existierte. Die Welt sei zweifellos um so sicherer, je stärker Amerika sei. Das bedeute allerdings nicht, in aller Welt seine Muskeln zu zeigen, ohne dabei Ziele zu verfolgen („does not mean we should go around flexing our muscle with no end-goal“). Wichtig sei auch, die Veteranen nicht zu vergessen.
Britt ist gegen den For the People Act, ein Gesetzesentwurf der Demokratischen Partei, der sicherstellen soll, dass alle Wähler die gleiche Chance haben, sich an Wahlen zu beteiligen. Ihrer Meinung nach wäre das Gesetz „desaströs“, würde Wahlen föderalisieren und dazu zwingen, politische Kampagnen gegen Alabamas Willen mit Steuerzahlergeld zu finanzieren.